# Championnat du Bangladesh de football 2022-2023
Navigation
Édition précédente Édition suivante
La saison 2022-2023 du Championnat du Bangladesh de football est la quinzième édition de la Bangladesh Premier League, le championnat national professionnel de première division bangladais. Les douze équipes engagées sont regroupées au sein d'une poule unique où elles affrontent deux fois leurs adversaires. En fin de saison, les deux derniers du classement sont relégués.
Le tenant du titre Bashundhara Kings remporte en fin de saison son quatrième titre de champion d'affilée.
Le Saif SC troisième de la saison passée déclare forfait avant la saison qui se déroulera avec onze équipes.

## Participants
- Abahani Limited Dhaka
- Mohammedan SC Dacca
- Muktijoddha Sangsad KC
- Sheikh Russell KC
- Rahmatganj MFS
- Abahani Limited Chittagong
- Sheikh Jamal Dhanmondi Club
- Bangladesh Police FC
- Bashundhara Kings
- Fortis FC - promu de D2
- AFC Uttara - promu de D2

## Compétition

### Classement
Le classement est établi sur le barème de points classique : victoire à 3 points, match nul à 1, défaite à 0.
| Rang | Équipe                      | Pts | J  | G  | N | P  | Bp | Bc | Diff |
| ---- | --------------------------- | --- | -- | -- | - | -- | -- | -- | ---- |
| 1    | Bashundhara Kings T         | 55  | 20 | 18 | 1 | 1  | 51 | 13 | +38  |
| 2    | Abahani Limited Dhaka       | 40  | 20 | 12 | 4 | 4  | 45 | 18 | +27  |
| 3    | Bangladesh Police FC        | 35  | 20 | 10 | 5 | 5  | 39 | 21 | +18  |
| 4    | Mohammedan SC Dacca C       | 32  | 20 | 9  | 5 | 6  | 38 | 21 | +17  |
| 5    | Sheikh Russell KC           | 32  | 20 | 8  | 6 | 6  | 33 | 30 | +3   |
| 6    | Sheikh Jamal Dhanmondi Club | 24  | 20 | 5  | 9 | 6  | 25 | 32 | -7   |
| 7    | Fortis FC P                 | 23  | 20 | 5  | 8 | 7  | 23 | 25 | -2   |
| 8    | Abahani Limited Chittagong  | 21  | 20 | 4  | 9 | 7  | 26 | 35 | -9   |
| 9    | Rahmatganj MFS              | 19  | 20 | 4  | 7 | 9  | 15 | 31 | -16  |
| 10   | Muktijoddha Sangsad KC      | 15  | 20 | 4  | 3 | 13 | 19 | 42 | -23  |
| 11   | AFC Uttara P                | 5   | 20 | 0  | 5 | 15 | 10 | 56 | -46  |

|  | Qualification pour la Ligue des champions de l'AFC 2023-2024                               |
|  | Qualification pour la Coupe de l'AFC 2023-2024                                             |
|  | Relégation directe en deuxième division                                                    |
|  | T : Tenant du titre C : Vainqueur de la Coupe du Bangladesh P : Promu de deuxième division |

- Bashundhara Kings est déjà qualifié pour la Ligue des champions de l'AFC 2023-2024 en tant que champion de la saison 2022, le vice-champion est déjà qualifié pour la Coupe de l'AFC 2023-2024 via le championnat précédent.

## Bilan de la saison
| Championnat du Bangladesh de football 2022-2023 |                              |
| Champion                                        | Bashundhara Kings (4e titre) |
| Coupes et trophées                              |                              |
| Vainqueur de la Coupe du Bangladesh 2022-2023   | Mohammedan SC Dacca          |
| Qualifications continentales                    |                              |
| Ligue des champions de l'AFC 2023-2024          | Bashundhara Kings            |
| Coupe de l'AFC 2023-2024                        | Abahani Limited Dhaka        |
| Promotions et relégations                       |                              |
| Promus en Bangladesh League                     | Brothers Union               |
| Relégués en Bangladesh Championship League      | Azampur FC Uttara            |
| Relégués en Bangladesh Championship League      | Muktijoddha Sangsad KC       |